# Handball-Bundesliga
A Handball-Bundesliga (em português: Liga Federal de Handebol; também é conhecida como DKB Bundesliga por razões de patrocínio) é o principal escalão do campeonato alemão de handebol masculino e a maior competição de handebol de Alemanha. Fundado em 1949, conta atualmente com 18 equipas profissionais, tratando-se de uma das melhores ligas nacionais a nível mundial. É organizado pela Federação Alemã de Handebol (em língua alemã, Deutscher Handballbund) através da Ligaverbandes der Handball-Bundesliga (Associação da Liga Federal de Handebol).
O THW Kiel é o clube mais bem sucedido na competição, contanto com 20 títulos, ganhando notariedade no década de 90 com 6 títulos em dez possíveis. 
Os melhores classificados de cada edição classificam-se para a Liga dos Campeões da EHF. Outras equipas ao longo da tabela classificativa (ou vencedores da Taça da Alemanha) classificam-se para a Taça EHF.

## História
A Handball-Bundesliga foi criada em 1966, com a edição inaugural a ser disputada em 1966–67, dividida em duas secções regionais: norte e sul. A partir de 1977, a Bundesliga é disputada num sistema de temporada, atualmente composto por dezoito clubes. Em 1981, a 2. Handball-Bundesliga foi introduzida como um nobo segundo escalão do campeonato alemão de andebol, substituíndo a Regionalliga que passou a ser a terceira divisão alemã. 
Em 1948 e 1949, um campeonato alemão de andebol foi disputado sobre o alçado da DAH (German Working Committee for Handball). Estes títulos não são reconhecidos atualmente devido à inexistência de uma federação alemã que organiza-se o campeonato na altura. Em outubro de 1949, a Federação Alemã de Andebol foi criada e tomou conta da competição. Os títulos conquistados entre 1950 e 1966 são reconhecidos.

## Formato
Cada temporada tem 34 jornadas e é disputada como um torneio com duas voltas, sem playoffs ou uma final. A temporada começa em agosto ou setembro e termina em maio. Os primeiros três classificados têm o direito de jogar na Liga dos Campeões da EHF na temporada seguinte. O quarto e o quinto classificados jogam na Taça EHF. Estas alocações podem ser alteradas de acordo com os vencedores da Liga dos Campeões, da Taça EHF e da Taça da Alemanha.

## Promoção e Despromoção
Até 2011, os últimos dois classificados eram desprovidos para a 2. Handball-Bundesliga. O 16.º classificado costumava disputar uma playoff contra o 3.º classificado da divisão inferior numa eliminatória a duas mãos (ida e volta). O campeão e o vice-campeão recebiam um lugar na Bundesliga automaticamente.
Desde 2017–18, o playoff foi eliminado do formato da competição e os dois últimos classificados da Bundesliga descem automaticamente à segunda divisão, enquanto os dois primeiros classificados da 2.Bundesliga sobem diretamente ao principal escalão do andebol alemão.

## Campeões
No total, 15 clubes venceram o campeonato alemão, incluindo títulos conquistados antes do início da Handball-Bundesliga (entre 1949–50 e 1965–66).
Em 2024 o clube mais titulado é o THW Kiel com 23 títulos, à frente do VfL Gummersbach com 12 e Frisch Auf Göppingen com 9.
| Época   | Campeão              |
| 1949–50 | SV Hamburg           |
| 1950–51 | SV Hamburg           |
| 1951–52 | SV Hamburg           |
| 1952–53 | SV Hamburg           |
| 1953–54 | Frisch Auf Göppingen |
| 1954–55 | Frisch Auf Göppingen |
| 1955–56 | Berliner SV 1982     |
| 1956–57 | THW Kiel             |
| 1957–58 | Frisch Auf Göppingen |
| 1958–59 | Frisch Auf Göppingen |
| 1959–60 | Frisch Auf Göppingen |
| 1960–61 | Frisch Auf Göppingen |
| 1961–62 | THW Kiel             |
| 1962–63 | THW Kiel             |
| 1963–64 | Berliner SV 1982     |
| 1964–65 | Frisch Auf Göppingen |
| 1965–66 | VfL Gummersbach      |
| 1966–67 | VfL Gummersbach      |
| 1967–68 | SG Leutershausen     |

| Época   | Campeão              |
| 1968–69 | VfL Gummersbach      |
| 1969–70 | Frisch Auf Göppingen |
| 1970–71 | GWD Minden           |
| 1971–72 | Frisch Auf Göppingen |
| 1972–73 | VfL Gummersbach      |
| 1973–74 | VfL Gummersbach      |
| 1974–75 | VfL Gummersbach      |
| 1975–76 | VfL Gummersbach      |
| 1976–77 | GWD Minden           |
| 1977–78 | TV Grosswallstadt    |
| 1978–79 | TV Grosswallstadt    |
| 1979–80 | TV Grosswallstadt    |
| 1980–81 | TV Grosswallstadt    |
| 1981–82 | VfL Gummersbach      |
| 1982–83 | VfL Gummersbach      |
| 1983–84 | TV Grosswallstadt    |
| 1984–85 | VfL Gummersbach      |
| 1985–86 | TUSEM Essen          |
| 1986–87 | TUSEM Essen          |

| Época   | Campeão                |
| 1987–88 | VfL Gummersbach        |
| 1988–89 | TUSEM Essen            |
| 1989–90 | TV Grosswallstadt      |
| 1990–91 | VfL Gummersbach        |
| 1991–92 | SG Wallau-Massenheim   |
| 1992–93 | SG Wallau-Massenheim   |
| 1993–94 | THW Kiel               |
| 1994–95 | THW Kiel               |
| 1995–96 | THW Kiel               |
| 1996–97 | TBV Lemgo              |
| 1997–98 | THW Kiel               |
| 1998–99 | THW Kiel               |
| 1999–00 | THW Kiel               |
| 2000–01 | SC Magdeburg           |
| 2001–02 | THW Kiel               |
| 2002–03 | TBV Lemgo              |
| 2003–04 | SG Flensburg-Handewitt |
| 2004–05 | THW Kiel               |
| 2005–06 | THW Kiel               |

| Época   | Campeão                |
| 2006–07 | THW Kiel               |
| 2007–08 | THW Kiel               |
| 2008–09 | THW Kiel               |
| 2009–10 | THW Kiel               |
| 2010–11 | HSV Hamburg            |
| 2011–12 | THW Kiel               |
| 2012–13 | THW Kiel               |
| 2013–14 | THW Kiel               |
| 2014–15 | THW Kiel               |
| 2015–16 | Rhein-Neckar Löwen     |
| 2016–17 | Rhein-Neckar Löwen     |
| 2017–18 | SG Flensburg-Handewitt |
| 2018–19 | SG Flensburg-Handewitt |
| 2019–20 | THW Kiel               |
| 2020–21 | THW Kiel               |
| 2021–22 | SC Magdeburg           |
| 2022–23 | THW Kiel               |
| 2023–24 | SC Magdeburg           |

| Clube                  | Capeonatos | Anos |
| THW Kiel               | 23         | 1957, 1962, 1963, 1994, 1995, 1996, 1998, 1999, 2000, 2002, 2005, 2006, 2007, 2008, 2009, 2010, 2012, 2013, 2014, 2015, 2020, 2021, 2023 |
| VfL Gummersbach        | 12         | 1966, 1967, 1969, 1973, 1974, 1975, 1976, 1982, 1983, 1985, 1988, 1991                                                                   |
| Frisch Auf Göppingen   | 9          | 1954, 1955, 1958, 1959, 1960, 1961, 1965, 1970, 1972                                                                                     |
| TV Großwallstadt       | 6          | 1978, 1979, 1980, 1981, 1984, 1990 |
| SV Polizei Hamburg     | 4          | 1950, 1951, 1952, 1953 |
| SG Flensburg-Handewitt | 3          | 2004, 2018, 2019 |
| TUSEM Essen            | 3          | 1986, 1987, 1989 |
| SC Magdeburg           | 3          | 2001, 2022, 2024 |
| Rhein-Neckar Löwen     | 2          | 2016, 2017 |
| TBV Lemgo              | 2          | 1997, 2003 |
| SG Wallau-Massenheim   | 2          | 1992, 1993 |
| GWD Minden             | 2          | 1971, 1977 |
| Berliner SV 1892       | 2          | 1956, 1964 |
| HSV Hamburg            | 1          | 2011 |
| SG Leutershausen       | 1          | 1968 |

## Participantes

### 2019–20
| Equipa                   | CIdade                        | Arena                             | Capacidade         |
| ------------------------ | ----------------------------- | --------------------------------- | ------------------ |
| Bergischer HC            | Wuppertal Solingen Düsseldorf | Uni-Halle Klingenhalle ISS Dome   | 3,200 2,800 12,500 |
| Füchse Berlin            | Berlim                        | Max-Schmeling-Halle               | 9,000              |
| HBW Balingen-Weilstetten | Balingen                      | Sparkassen-Arena Porsche-Arena    | 2,300 6,181        |
| TV Bittenfeld            | Estugarda                     | Scharrena Stuttgart Porsche-Arena | 2,251 6,211        |
| HC Erlangen              | Nuremberga                    | Arena Nürnberger Versicherung     | 8,308              |
| SG Flensburg-Handewitt   | Flensburg                     | Flens-Arena                       | 6,300              |
| TSG Friesenheim          | Ludwigshafen                  | Friedrich-Ebert-Halle             | 2,350              |
| Frisch Auf Göppingen     | Göppingen                     | EWS Arena                         | 5,600              |
| TSV Hannover-Burgdorf    | Hanôver                       | TUI Arena Swiss Life Hall         | 9,850 4,460        |
| THW Kiel                 | Kiel                          | Sparkassen-Arena                  | 10,285             |
| SC DHfK Leipzig          | Leipzig                       | Arena Leipzig                     | 6,327              |
| TBV Lemgo                | Lemgo                         | Lipperlandhalle                   | 4,790              |
| SC Magdeburg             | Magdeburgo                    | GETEC Arena                       | 6,600              |
| MT Melsungen             | Melsungen                     | Rothenbach-Halle                  | 4,300              |
| GWD Minden               | Minden                        | Kampa-Halle                       | 4,059              |
| HSG Nordhorn-Lingen      | Nordhorn                      | Euregium EmslandArena             | 4,100 4,995        |
| Rhein-Neckar Löwen       | Mannheim                      | SAP Arena                         | 13,200             |
| HSG Wetzlar              | Wetzlar                       | Rittal Arena Wetzlar              | 4,421              |